# 2006 폴론스카야
2006 폴론스카야(2006 Polonskaya, 임시 이름: 1973 SB3)는 소행성대 내부 영역에 있는 돌로 이루어진 플로라 소행성과 비동기 쌍성계로 직경이 약 5km(3.1마일)이다. 1973년 9월 22일 소련 천문학자 니콜라이 체르니크(Nikolai Chernykh)가 크림 반도 나우치니(Nauchnij)에 있는 크림 천체물리 관측소에서 발견했으며 나중에 우크라이나 천문학자 엘레나 카지미르차크 - 폴론스카이아(Elena Kazimirtchak-Polonskaïa)의 이름을 따서 명명되었다. 1km 크기의 위성은 2005년 11월 천문학자들의 국제 협력에 의해 발견되었다.

## 분류 및 궤도
폴론스카야는 네스보르니의 합성 계층적 클러스터링 방법(HCM)을 적용했을 때 돌이 많은 소행성의 가장 큰 충돌 집단 중 하나인 플로라족의 구성원이다. 그러나 밀라니와 크네제비치(AstDys)의 또 다른 HCM 분석에 따르면 이 분석에서는 플로라 소행성 계열이 인식되지 않으므로 배경 소행성이다. 폴론스카야는 3년 7개월(1,295일, 장반경 2.32 AU)에 한 번씩 1.9~2.8 AU 거리의 내부 주대에서 태양을 공전한다. 궤도의 이심률은 0.19이고 황도에 대한 기울기는 5°이다. 1941년 9월 16일 핀란드의 핀란드 투르쿠 천문대에서 처음으로 관측되었다. 시체의 관찰 아크는 공식 발견 관찰 약 23년 전인 1950년 4월 팔로마산에서 시작된다.